# ليون روزين
ليون روزين (بالإنجليزية: Leon Rosen)‏ هو لاعب شطرنج أمريكي، ولد في مارس 1869 في وارسو في بولندا، وتوفي في 16 أغسطس 1942 في نيويورك في الولايات المتحدة.

## وصلات خارجية
- ليون روزين على موقع مباريات الشطرنج (الإنجليزية)
- ليون روزين على موقع 365Chess.com (الإنجليزية)